# 上海天長節爆弾事件
上海天長節爆弾事件（シャンハイてんちょうせつばくだんじけん）とは、第一次上海事変末期の1932年（昭和7年）4月29日に上海の虹口公園（現在の魯迅公園）で発生し、民間人死者が出た爆弾テロ事件。事件があった場所から虹口公園爆弾事件（ホンキューこうえんばくだんじけん）とも呼ばれる。

## 概要

### 事前の類似事件
虹口公園では、1ヶ月前にB.T.P（黒色恐怖団）の朝鮮人白貞基（韓人愛国団とは無関係、無政府主義者）一行が在華日本公使・有吉明を襲撃しようとして失敗し、検挙されていた。このように日本人要人が狙われる攻撃が実際に発生していたが、それにもかかわらず同じ公園で式典は開催された。

### 事件の推移

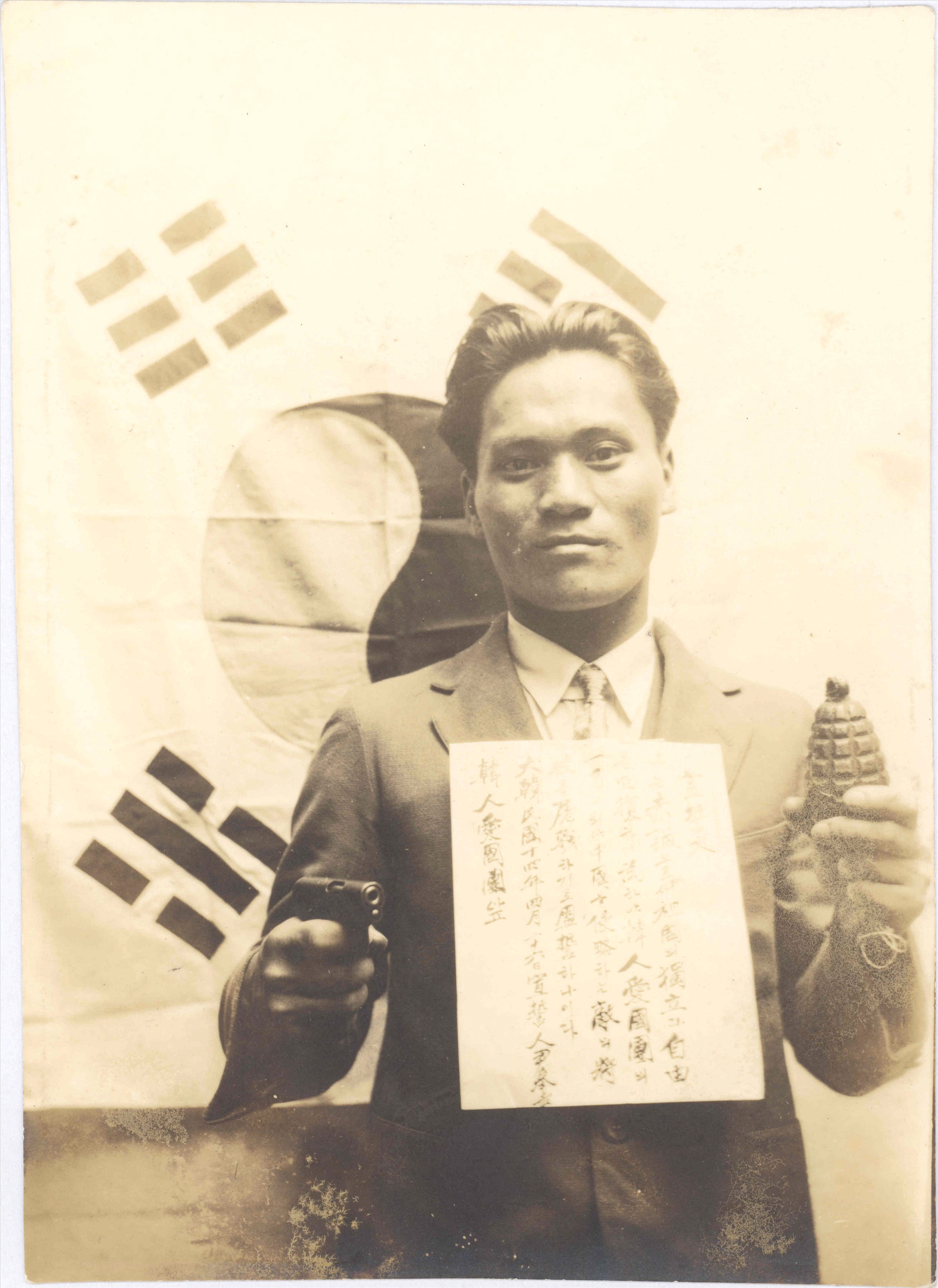
太極旗の下で宣誓する尹奉吉

朝鮮半島からの日本による支配を駆逐する事を目的とする大韓民国臨時政府の内務総長・金九は、第一次上海事変での格納庫や軍需倉庫の爆破による後方攪乱、本庄繁と内田康哉の暗殺計画などを策していたが、いずれも失敗に終わっていた。そんな中、この攻撃実行の恰好の機会に、自ら志願した尹奉吉を攻撃の実行犯として差し向ける事にした。またこの攻撃計画には中華民国行政院代理院長（日本の内閣総理大臣代理に相当）であった陳銘樞などが、朝鮮人側の要人であった安昌浩に資金を提供し協力していた。これは当日の天長節の祝賀会場への入場を中国人は一切禁止されていたため、日本語が上手で日本人に見える実行犯を使うことにしたからである。
金九は、上海兵工廠の庫長と第19路軍情報局長を兼任していた金弘壹（中国名・王雄）に水筒型と弁当型の爆弾各1個の製造を依頼した。これは日本の新聞が水筒と弁当だけを持参して式に参列するように告知したからであった。金弘壹は、当時鍛冶屋で第19路軍後援会として兵器製造に携わっていた中国人技師の向佽濤と協力して爆弾の製作に取り組んだ。
先の1月に大韓民国臨時政府傘下の抗日武装組織韓人愛国団の団員であった李奉昌が、東京で昭和天皇を暗殺しようとしたが、爆弾の威力が弱く、失敗に終わっていた（詳細は桜田門事件を参照）。その教訓から、十数回の実験を繰り返し強力な爆弾を作り上げた。
4月29日午前10時に始まった式典は、午前11時40分ごろ天長節を祝賀するため、21発の礼砲が発射され、海軍軍楽隊の演奏で君が代が斉唱された。途中で雨が降ったため、群衆がざわつきはじめた。同時に式台の右後ろのラウドスピーカーの音がしなくなり、私服で警戒していた5～6人の軍人が修理しようと動いた。この瞬間に尹は群衆を抜け出し、水筒型の爆弾を式台に投げつけた。尹の目的は「植田謙吉、白川義則の両司令官の殺害」であったとされ、「それ以外の人間を巻き込まない」ように水筒型よりも更に威力の大きい弁当型は使われなかったとされる。ただし、2人以外も死傷させている。
水筒型の爆弾で、上海居留民団行政委員会会長の医師河端貞次が即死した。更には、第9師団長植田謙吉中将、第3艦隊司令長官野村吉三郎海軍中将、在上海公使重光葵、在上海総領事村井倉松、上海日本人居留民団書記長の友野盛が、それぞれ重傷を負った。重光公使は右脚を失い、植田中将は左脚を失い、野村中将は隻眼となった。白川大将は5月26日に死亡した。犯人の尹は、その場で自殺を図ろうとした所を上海海軍特別陸戦隊の後本兵曹により取り押さえられ、上海派遣軍憲兵隊により検挙された。 

### 逮捕後
逮捕された尹は上海派遣軍憲兵隊第1分隊で取り調べを受けた。使用されなかった弁当箱型爆弾を鑑定すると、市販の模造品ではなく、銑鉄を使った鋳造品であり、多数同時に作られたものと判明し、憲兵隊は尹に対して爆弾の出所を厳しく追及した。尹は、李春山と知り合って韓国独立党に入り、その後、李春山から爆弾を渡されたと供述した。憲兵隊はこの話を疑い、李春山とは李祐弼ではないかと追及したが、尹は明言を避けた。これは金九を逃がすための嘘の供述であった。
李春山が李祐弼である確証を得られないまま、容疑者の逃亡を恐れた上海日本総領事館警察はフランス租界警察に対して、4月29日午後2時、フランス租界に入ることと李祐弼の家宅捜索を行う事の許可を求めた。了承を得るとフランス租界警察と共に李祐弼の家を急襲したが、李祐弼はすでに逃亡していた。引き続き家を見張っていると安昌浩がやって来たので、その場で逮捕した。
日本領事館警察は上海フランス租界にいた安昌浩ら大韓民国臨時政府のメンバー17名を逮捕した。また、事件の首謀者であった金九は金澈、安恭根、厳恒燮とともにアメリカ人フィッチ邸に匿われていた。まもなく電話の増加から足が付き、またフランス租界からの圧力で脱出を余儀なくされる。金九は事件の犯行声明をロイター通信に伝えたうえで、上海を脱出し嘉興へと向かった。日本は金九に60万元の賞金を懸けた。
金九、金澈、李東寧らは杭州におり、厳恒燮は金九の秘書役として上海を出入りし、安恭根は上海駐在代表として中国人街に居住した。金弘壹は、日本の捜査が及ぶと王雄から王逸曙に改名し、南京に移り陸軍工兵学校の副官処長となった。尹は軍法会議を経て、事件から約8ヶ月後である1932年12月19日午前7時に、金沢刑務所で銃殺刑となった。
朝鮮排華事件(1931年7月3日から発生した朝鮮半島における朝鮮人による中華街襲撃事件とそれに係る中国人殺傷事件)で険悪だった中国人の対朝鮮人感情は好転し、臨時政府には中国各地から献金が集まった。また、中国国民党政府も臨時政府に同盟国の待遇を与えた。一方で、臨時政府は独立運動の拠点であった上海を失い、以降日中戦争勃発まで杭州を拠点とすることになる。臨時政府与党であった韓国独立党も、党員の分散により党勢を失った。また、実行隊長に過ぎない金九が、「愛国団のみの功績」のようにアピールしたことが後々に物議をかもした。

### 戦後

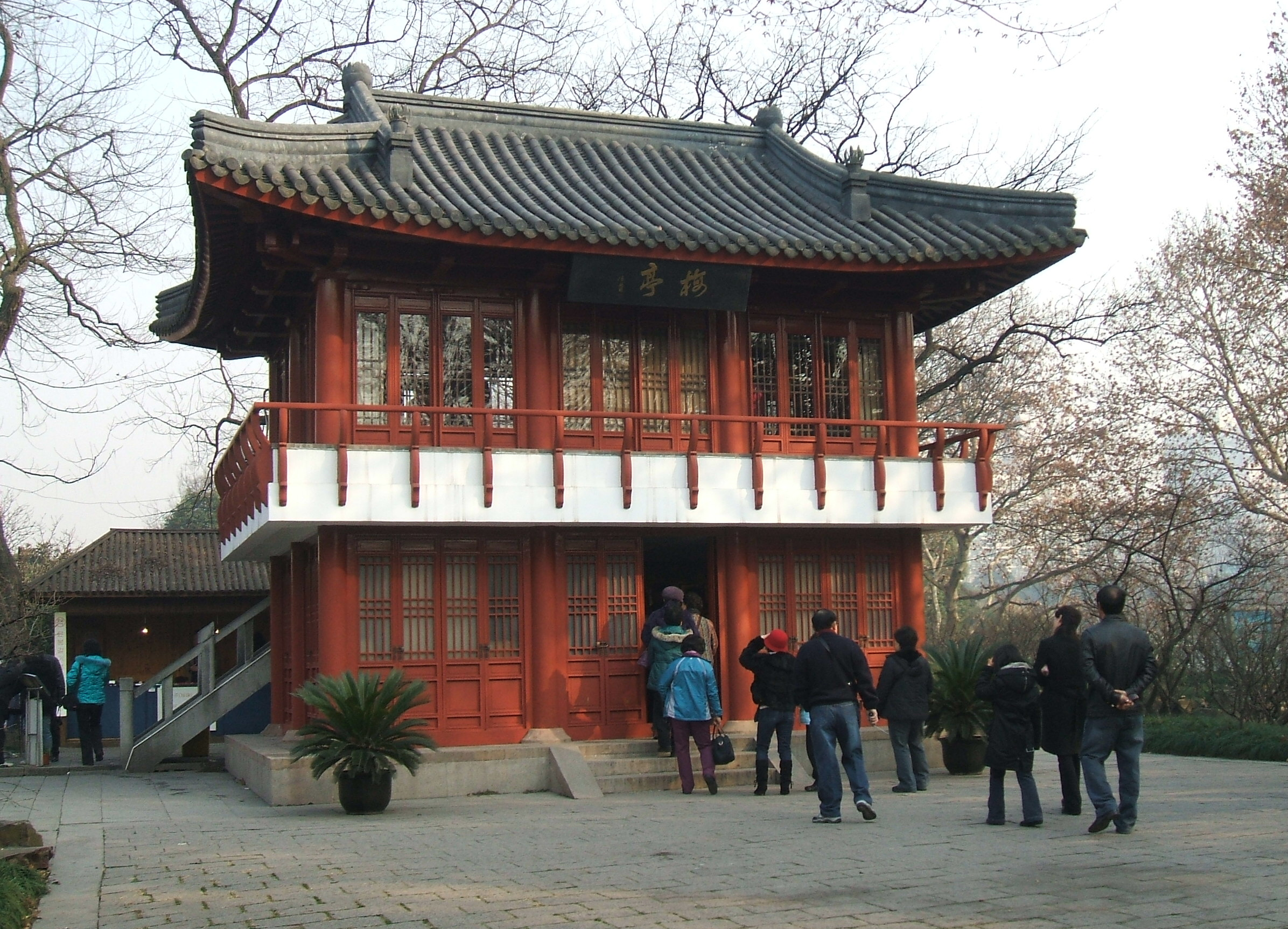
尹奉吉の資料館・梅亭（2008年）

事件が発生した地点は、現在の魯迅公園北側にある池のほとりである。1992年8月24日の中韓国交正常化以後に、事件現場を示す石碑と尹を記念する梅亭が建立された。梅亭は尹の号「梅軒」に因んで命名されたものであり、実際に梅が植樹されている。

梅亭にある建物は、現在、尹の生涯や事件の概要を展示した資料館となっており、尹の処刑の際に使用された木杭などの資料が展示されている。そのため、現在では韓国人観光客の主要な上海観光スポットとなっている。なお、梅亭のあるエリアは入場料15元（日本円で約225円）が徴収される。
戦後の韓国では「日本に打撃を与えた独立運動の義士」として尹は顕彰されているが、日本国内でも韓国政府支持派の在日韓国人団体の在日本大韓民国民団によって顕彰されている。2012年の報道によれば石川県金沢市に尹奉吉を義士として顕彰している尹奉吉義士殉国記念碑や尹奉吉義士暗葬之跡碑などを設置して式典を行われている。在日本大韓民国民団石川県本部内に尹奉吉義士記念館が設立される予定となっている。